# تلفزيون المجلس
قناة المجلس، قناة تلفزيونية كويتية ضمن شبكة قنوات تلفزيون الكويت التابعة لوزارة الأعلام، تم افتتاحها في 27 أكتوبر 2014  تزامن مع افتتاح دور الانعقاد الثالث من الفصل التشريعي الرابع عشر الكويت ، وتقوم القناة بعرض الأعمال التلفزيونية في الكويت، اسم القناة مأخوذ من اسم مجالس الكويت.
تعرض قناة المجلس التابعة لمجلس الأمة والمتخصصة في نشر الوعي البرلماني. والمميز بالقناة أنها تبث بجودة HD عالية الجودة ما يجعل البرامج تبث بجودة فريدة.

## وصلات خارجية
- الموقع الرسمي للقناه
- موقع القناة على اليوتيوب
- الموقع الرسمي تويتر